# John Milton Niles
John Milton Niles (Windsor, 20 agosto 1787 – Hartford, 31 maggio 1856) è stato un politico statunitense, 9° Direttore delle Poste.

## Biografia
Fu il nono direttore generale delle poste degli Stati Uniti durante la presidenza di Martin Van Buren (8º presidente).
Nato nello Stato del Connecticut studiò legge. Fu ammesso all'Ordine degli Avvocati dal 1817. Iniziò la sua carriera svolgendo pratica ad Hartford. Fondò una rivista, il "Hartford Weekly Times", dove svolse l'attività di redattore e collaboratore per oltre trent'anni.
Fu uno dei candidati per il partito democratico alla carica di governatore del Connecticut venendo sconfitto da William Ellsworth Wolcott.

## Opere
- The Life of Oliver Hazard Perry (1820)
- The Connecticut Civil Officer (1823)
- A View of South America and Mexico, Comprising Their History, the Political Condition, Geography, Agriculture, Commerce, & c. of the Republics of Mexico, Guatemala, Colombia, Peru, the United Provinces of South America and Chile, with a Complete History of the Revolution, in Each of These Independent States, 1826
- History of South America and Mexico: Comprising Their Discovery, Geography, Politics, Commerce and Revolutions, 1838